# Lasiocampa quercus
Lasiocampa quercus é uma espécie de insetos lepidópteros, mais especificamente de traças, pertencente à família Lasiocampidae.
A autoridade científica da espécie é Linnaeus, tendo sido descrita no ano de 1758.
Trata-se de uma espécie presente no território português.

## Descrição

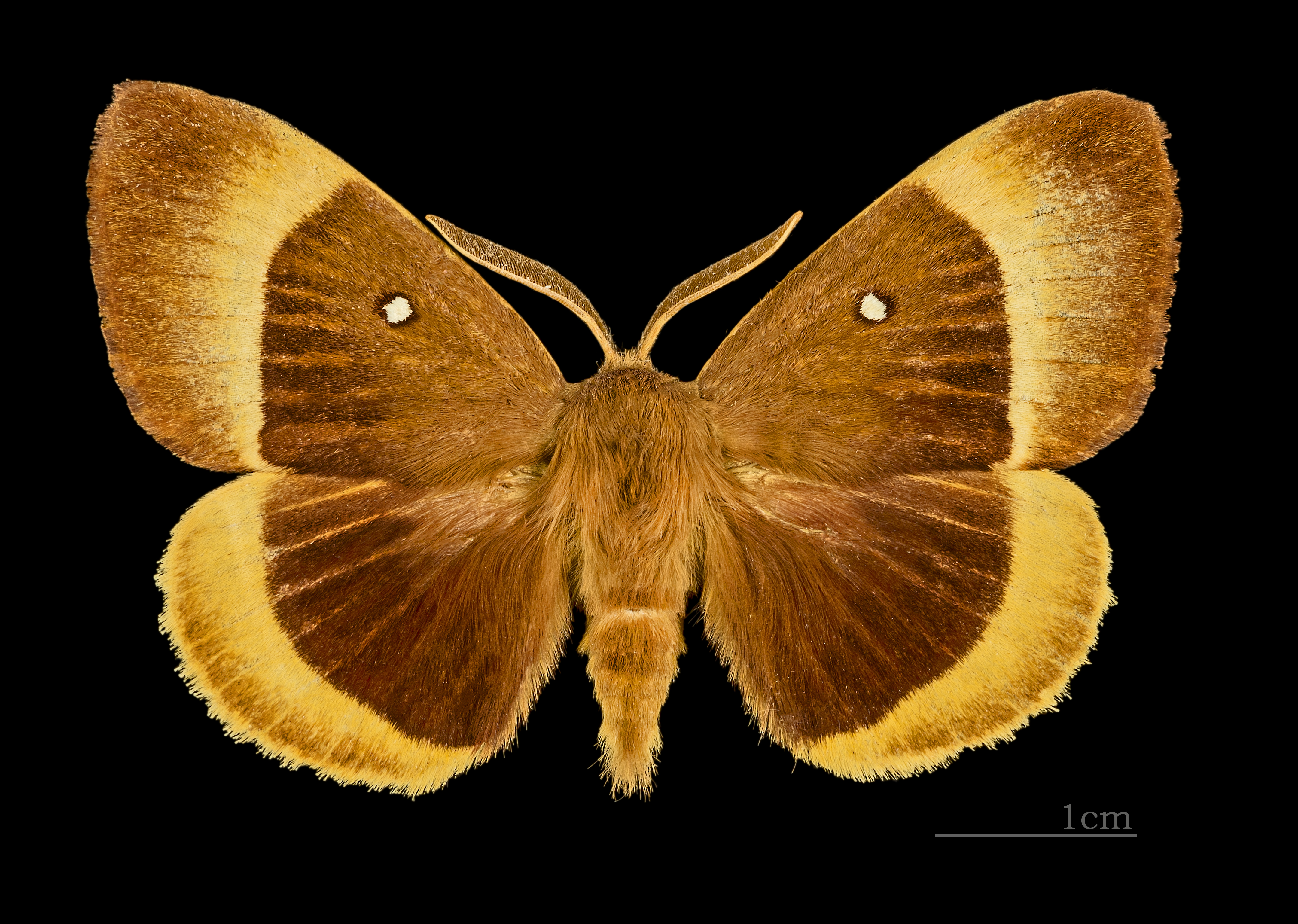
Lado dorsal do macho MHNT
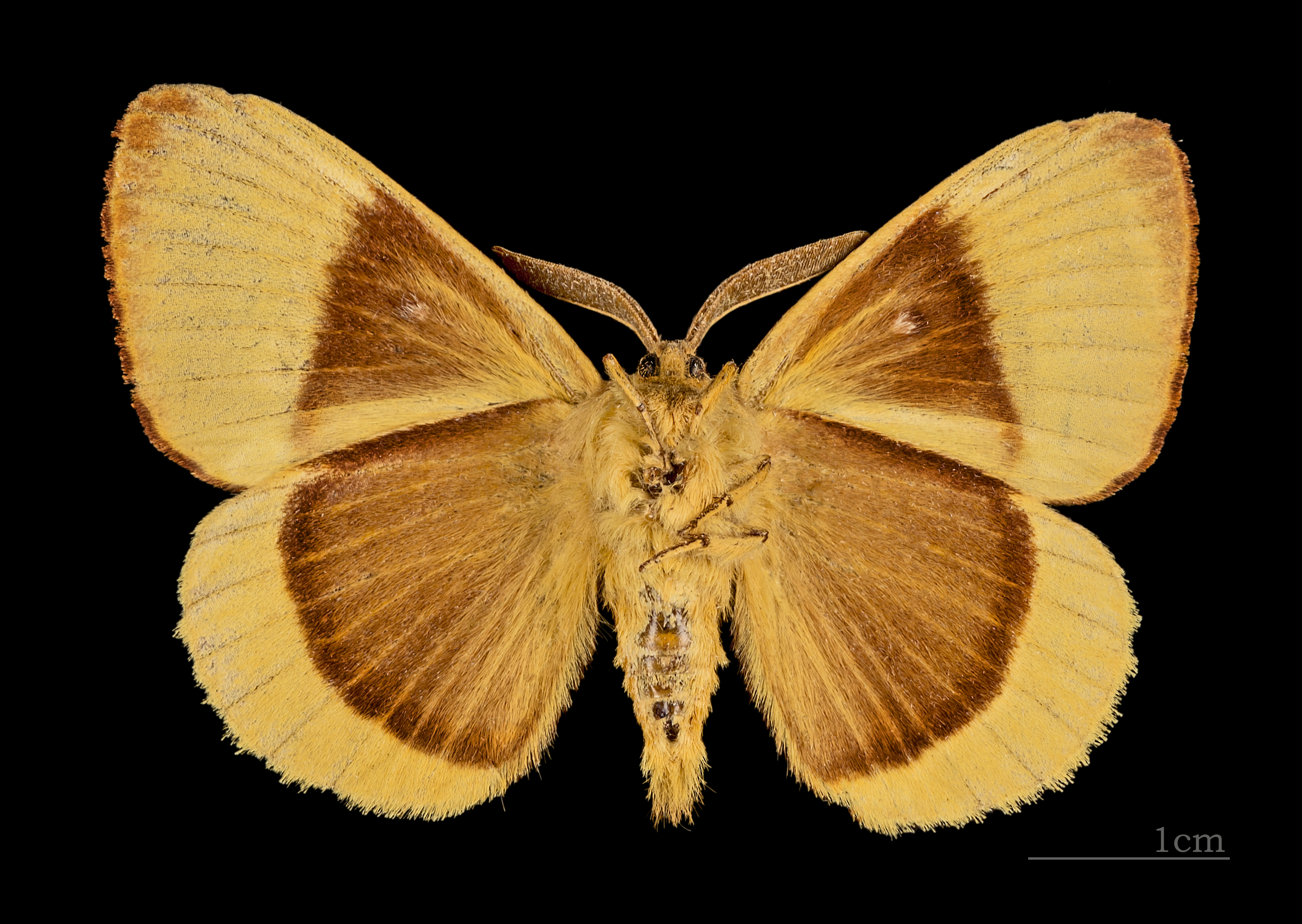
Lado ventral do macho MHNT
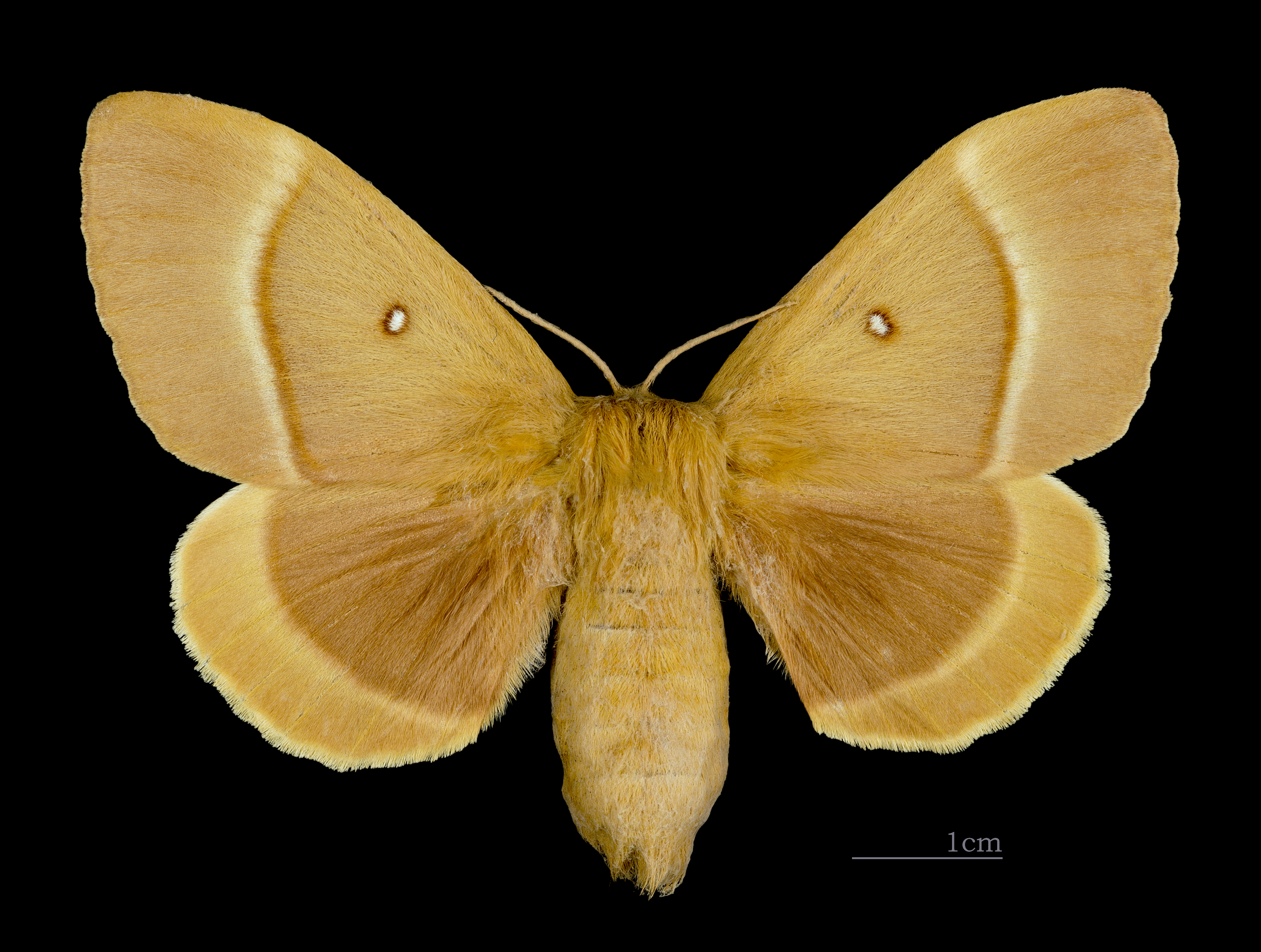
Lado dorsal da fêmea MHNT
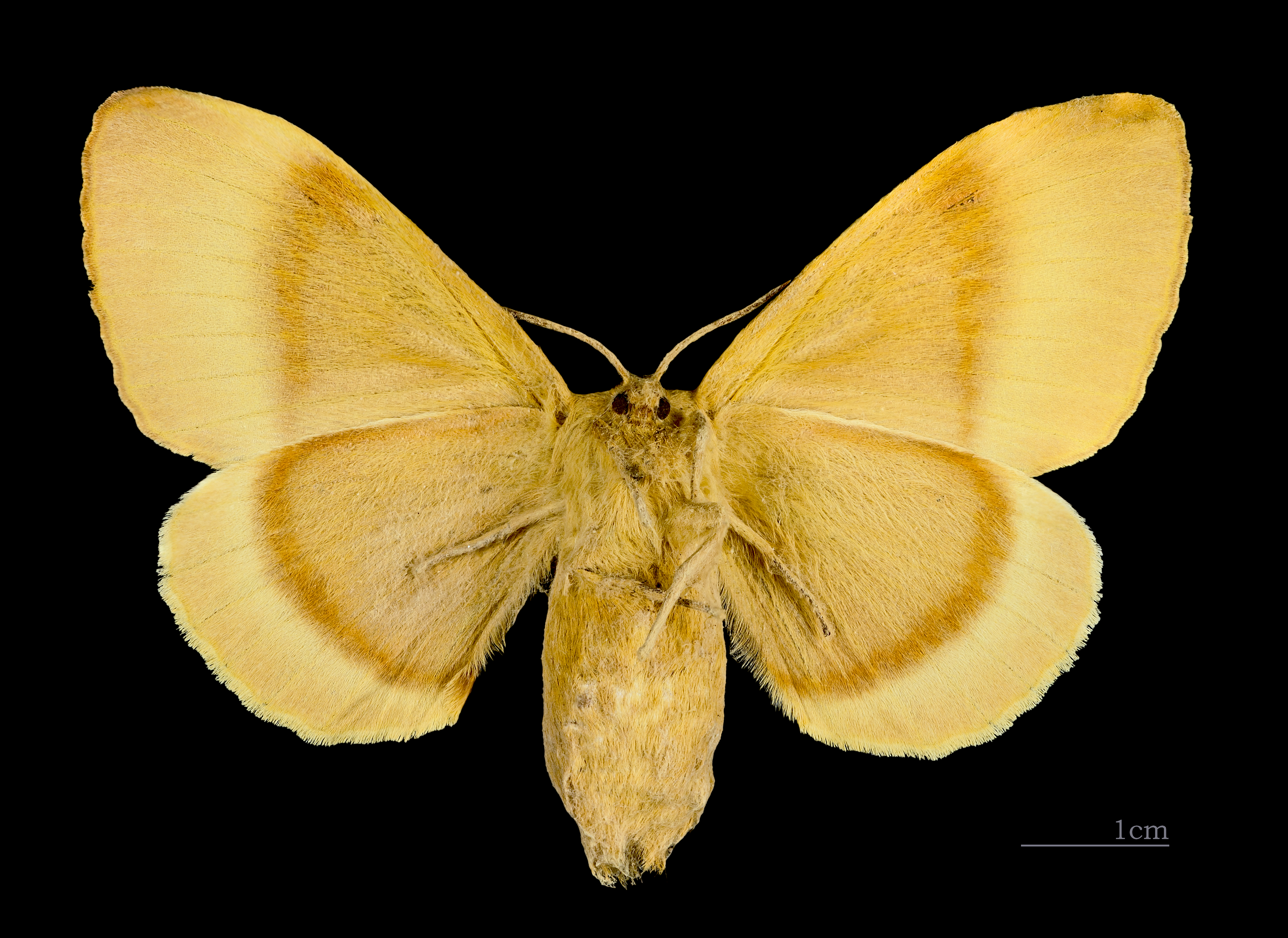
Lado ventral da fêmea MHNT